# Turnen op de Olympische Zomerspelen 1904

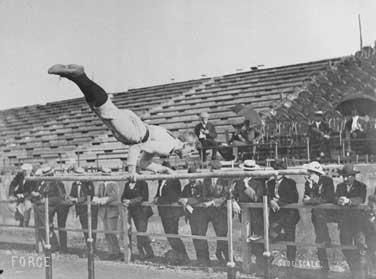
brugoefening tijdens de Olympische Zomerspelen 1904

Turnen is een van de sporten die beoefend werden tijdens de Olympische Zomerspelen 1904 in St. Louis.

## Heren

### team
| rang   | sporter(s) | land | punten |
| ------ | --- | ---- | ------ |
| Goud   | Philadelphia Turngemeinde Julius Lenhart Philip Kassell Anton Heida Max Hess Ernst Reckeweg John Grieb                    | USA  | 370.13 |
| Zilver | New York Turnverein Otto Steffen John Bissinger Emil Beyer Max Wolf Julian Schmitz Arthur Rosenkampf                      | USA  | 356.37 |
| Brons  | Central Turnverein George Mayer John Duha Edward Siegler Charles Krause Philip Schuster Robert Maysack                    | USA  | 352.79 |
| 4      | Concordia Turnverein William Merz Georges Stapf John Dellert Emil Voigt George Eyser Hyacinth Meyland                     | USA  | 344.01 |
| 5      | South St. Louis Turnverein Charles Umbs Andrew Neu William Tritschler Christian Deubler Edward Tritschler John Leichinger | USA  | 338.32 |
| 6      | Norwegier Turnverein Ragnar Berg Harry Hansen Charles Sorum Oliver Olsen Oluf Landnes Bergin Nilsen                       | USA  | 338.00 |
| 7      | Turnverein Vorwärts (Chicago) Theodore Gross Henry Koeder Jacob Hertenbahn Henry Kraft James Dwyer Rudolf Schrader        | USA  | 329.68 |
| 8      | Davenport Turngemeinde Reinhard Wagner Leander Keim Otto Neimand Phillip Sontag Harry Wamken Bernard Berg                 | USA  | 325.52 |

### individuele meerkamp
| rang   | sporter(s)     | land | punten |
| ------ | -------------- | ---- | ------ |
| Goud   | Julius Lenhart | USA  | 69.80  |
| Zilver | Wilhelm Weber  | GER  | 69.10  |
| Brons  | Adolf Spinnler | SUI  | 67.99  |
| 4      | Ernst Mohr     | GER  | 67.90  |
| 5      | Otto Wiegand   | GER  | 67.82  |
| 6      | Otto Steffen   | USA  | 67.03  |
| 7      | Hugo Peitsch   | GER  | 66.66  |
| 8      | John Bissinger | USA  | 66.57  |

### driekamp
| rang   | sporter(s)          | land | punten |
| ------ | ------------------- | ---- | ------ |
| Goud   | Adolf Spinnler      | SUI  | 43.39  |
| Zilver | Julius Lenhart      | USA  | 43.00  |
| Brons  | Wilhelm Weber       | GER  | 41.60  |
| 4      | Hugo Peitsch        | GER  | 41.56  |
| 5      | Otto Wiegand        | GER  | 40.82  |
| 6      | Otto Steffen        | USA  | 39.53  |
| 7      | William Andelfinger | USA  | 39.03  |
| 8      | Andreas Kempf       | USA  | 38.97  |

### paard voltige
| rang   | sporter(s)    | land | punten |
| ------ | ------------- | ---- | ------ |
| Goud   | Anton Heida   | USA  | 42     |
| Zilver | George Eyser  | USA  | 33     |
| Brons  | William Merz  | USA  | 29     |
| 4-5    | John Duha     | USA  |        |
| 4-5    | Edward Hennig | USA  |        |

### ringen
| rang   | sporter(s)   | land | punten |
| ------ | ------------ | ---- | ------ |
| Goud   | Herman Glass | USA  | 45     |
| Zilver | William Merz | USA  | 35     |
| Brons  | Emil Voigt   | USA  | 32     |

### sprong
| rang  | sporter(s)    | land | punten |
| ----- | ------------- | ---- | ------ |
| Goud  | George Eyser  | USA  | 36     |
| Goud  | Anton Heida   | USA  | 36     |
| Brons | William Merz  | USA  | 31     |
| 4-5   | John Duha     | USA  |        |
| 4-5   | Edward Hennig | USA  |        |

### brug
| rang   | sporter(s)    | land | punten |
| ------ | ------------- | ---- | ------ |
| Goud   | George Eyser  | USA  | 44     |
| Zilver | Anton Heida   | USA  | 43     |
| Brons  | John Duha     | USA  | 40     |
| 4-5    | Edward Hennig | USA  |        |
| 4-5    | William Merz  | USA  |        |

### rekstok
| rang  | sporter(s)    | land | punten |
| ----- | ------------- | ---- | ------ |
| Goud  | Anton Heida   | USA  | 40     |
| Goud  | Edward Hennig | USA  | 40     |
| Brons | George Eyser  | USA  | 39     |
| 4-5   | John Duha     | USA  |        |
| 4-5   | William Merz  | USA  |        |

### meerkamp toestellen
| rang   | sporter(s)    | land | punten |
| ------ | ------------- | ---- | ------ |
| Goud   | Anton Heida   | USA  | 161    |
| Zilver | George Eyser  | USA  | 152    |
| Brons  | William Merz  | USA  | 135    |
| 4      | John Duha     | USA  |        |
| 5      | Edward Hennig | USA  |        |

### knotszwaaien
| rang   | sporter(s)    | land | punten |
| ------ | ------------- | ---- | ------ |
| Goud   | Edward Hennig | USA  | 13     |
| Zilver | Emil Voigt    | USA  | 9      |
| Brons  | Ralph Wilson  | USA  | 5      |

### touwklimmen
| rang   | sporter(s)     | land | tijd |
| ------ | -------------- | ---- | ---- |
| Goud   | George Eyser   | USA  | 7.0  |
| Zilver | Charles Krause | USA  | 7.2  |
| Brons  | Emil Voigt     | USA  | 9.8  |

## Medaillespiegel
| rang   | land             | goud | zilver | brons | totaal |
| ------ | ---------------- | ---- | ------ | ----- | ------ |
| 1      | Verenigde Staten | 12   | 8      | 9     | 29     |
| 2      | Zwitserland      | 1    | 0      | 1     | 2      |
| 3      | Duitsland        | 0    | 1      | 1     | 2      |
| totaal | totaal           | 13   | 9      | 11    | 33     |